# العقرب السوداء الصغيرة
تنتمي العقرب السوداء الصغيرة (الاسم العلمي: Orthochirus innesi) إلى فصيلة العقربيات. وأخذت هذه الأنواع من العقارب تسميتها من لونها الأسود وصغر حجمها.
يتواجد هذا النوع من العقارب بكثرة بين الصخور وشقوق الجدران.

## الوصف
يبلغ طولها (3 سم للذكر و2.8 سم للإناث البالغة)، وذيلها أطول من بقية جسمها، أما الأرجل فلونها بني داكن. سُميتها ليست عالية حيث يقتصر تأثير اللسعة على حرق لاسع يدوم عدة دقائق إلى عدة ساعات.
تتغذى على الحشرات والحيوانات الصغيرة إضافة إلى العناكب، وهي كغيرها من العقارب تنشط بكثرة في ساعات الليل بحثاً عن طعامها.
ينتشر هذا النوع من العقارب في المناطق الصخرية والأودية القريبة من الجبال في البلاد الدافئة في مناطق كثيرة في العالم، مثل مصر وليبيا وفلسطين والأردن، بما في ذلك بلاد الشام والعراق وتركيا والجزيرة العربية.